# Bohuslava Bradbrooková
Bohuslava Bradbrooková, rozená Nečasová (15. března 1922, Valašské Meziříčí – 21. února 2019, Praha), byla česko-anglická pedagožka, spisovatelka a literární historička.

## Život
Pocházela z rodiny středoškolského profesora Karla Nečase (1879–1925) a Malvíny rozené Smetánkové (1883–1977). Měla bratra Jaroslava Nečase a švagrovou Lydii Nečasovou.
Vystudovala učitelský ústav ve Valašském Meziříčí a češtinu a angličtinu na Filozofické fakultě Karlovy univerzity v Praze. Po ukončení studia (doktorská práce o anglické autorce George Elliot) v r. 1952 emigrovala do Velké Británie. Zde pokračovala postgraduálním studiem na univerzitě v Oxfordu (1954–1956). Získala druhý doktorát za disertaci Karel Čapek and the Western World.
R. 1956 se provdala za Franka W. Bradbooka (1917–1983), docenta anglistiky a stala se britskou občankou. Vyučovala angličtinu na velšské univerzitě v Bangoru (1965–1982) a po smrti manžela na univerzitě v Cambridgi (1983–2005). V r. 1966 založila spolu s několika akademickými přáteli, většinou Čechy, britskou pobočku Československé společnosti pro umění a vědy (SVU) v Londýně.
Během svého pedagogického působení přispívala odbornými studiemi o české literatuře do anglického časopisu The Slavonic and East European Review a recenzemi nových českých knih do amerického World Literature Today. V newyorské encyklopedii světové literatury 20. století (The Encyclopedia of World Literature in the Twentieth Century) je autorkou hesel P. Bezruč, O. Březina, K. Čapek, J. Hašek, J. S. Machar, J. Wolker).
R. 2007 se vrátila do České republiky a r. 2013 jí udělil český ministr zahraničí Karel Schwarzenberg cenu Gratias Agit za propagaci České republiky v zahraničí.

## Dílo
Jejím nejznámějším dílem je monografie o Karlu Čapkovi, jež vyšla nejprve v angličtině, posléze i v češtině. Další známou publikací je její autobiografie Osvobozující krása malých věcí s podtitulem Uprchlická odysea z Prahy do Cambridge, v níž líčí svůj útěk do zahraničí a první léta v emigraci. Rovněž tato kniha vyšla jak v češtině, tak v angličtině. V dalším známém díle, anglicky psané publikaci A Handbook of Czech Prose Writing: 1940–2005 (Příruční slovník českých prozaiků: 1940–1945) sestavila profily 35 vybraných soudobých českých prozaiků.

### Spisy
- Komposiční umění v románech George Eliotové: kritická studie – Praha: s. n., 1951
- The literary relationship between G. K. Chesterton and Karel Čapek – Londýn: 1961
- Otakar Vočadlo: (1895–1974), Professor of English, Charles University, Prague: Biography and Bibliography of His Works – compiled and edited by B. R. Bradbrook, L. Vočadlová. 1980
- Karel Čapek: in pursuit of truth, tolerance, and trust – Brighton: Sussex Academic Press, c1998
- The liberating beauty of little things: decision, adversity & reckoning in a refugee’s journey from Prague to Cambridge – Brighton: Sussex Academic Press, 2000
- Osvobozující krása malých věcí: uprchlická odysea z Prahy do Cambridge – Brno: Prius, 2002
- Karel Čapek – hledání pravdy, poctivosti a pokory – Praha: Academia, 2006
- A handbook of Czech prose writing, 1940–2005 – Brighton: Sussex Academic Press, 2007
- Británie – můj osud: ze vzpomínek a korespondence – Praha: Arsci, 2011